# Stanisław Borczyk
Stanisław Borczyk (ur. 25 listopada 1907 w Sanoku, zm. 24 czerwca 1997 w Londynie) – polski działacz państwowy na emigracji.
Uczył się w Gimnazjum Męskim w Sanoku. Przed II wojną światową był oficerem zawodowym. Walczył w wojnie obronnej we wrześniu 1939 jako dowódca kompanii ckm w 43 pułku piechoty (w stopniu kapitana, dostał się do niewoli i przebywał do 1945 w Oflagu VII A w Murnau. Po II wojnie światowej pozostał na emigracji, odszedł z wojska w stopniu majora (awansowany 1946), był działaczem Związku Rzemieślników i Robotników Polskich i członkiem PPS, od 1962 członkiem władz, od 1965 wiceprezesem Centralnego Komitetu tej partii. Od 1970 do lipca 1971 był kierownikiem działu spraw emigracyjnych w Egzekutywie Zjednoczenia Narodowego. Po zjednoczeniu politycznym emigracji w 1972 był członkiem Rządu Rzeczypospolitej Polskiej na uchodźstwie – ministrem spraw emigracyjnych w rządzie Alfreda Urbańskiego (1972–1973), ministrem bez teki (1976–1978) i ministrem skarbu (1978-1986) w kolejnych rządach sformowanych przez Kazimierza Sabbata, ministrem skarbu w rządzie ostatniego premiera emigracyjnego Edwarda Szczepanika (1986-1989). Był także członkiem V (1973–1977), VII (1983–1988) i VIII (1989–1991) Rady Narodowej RP.

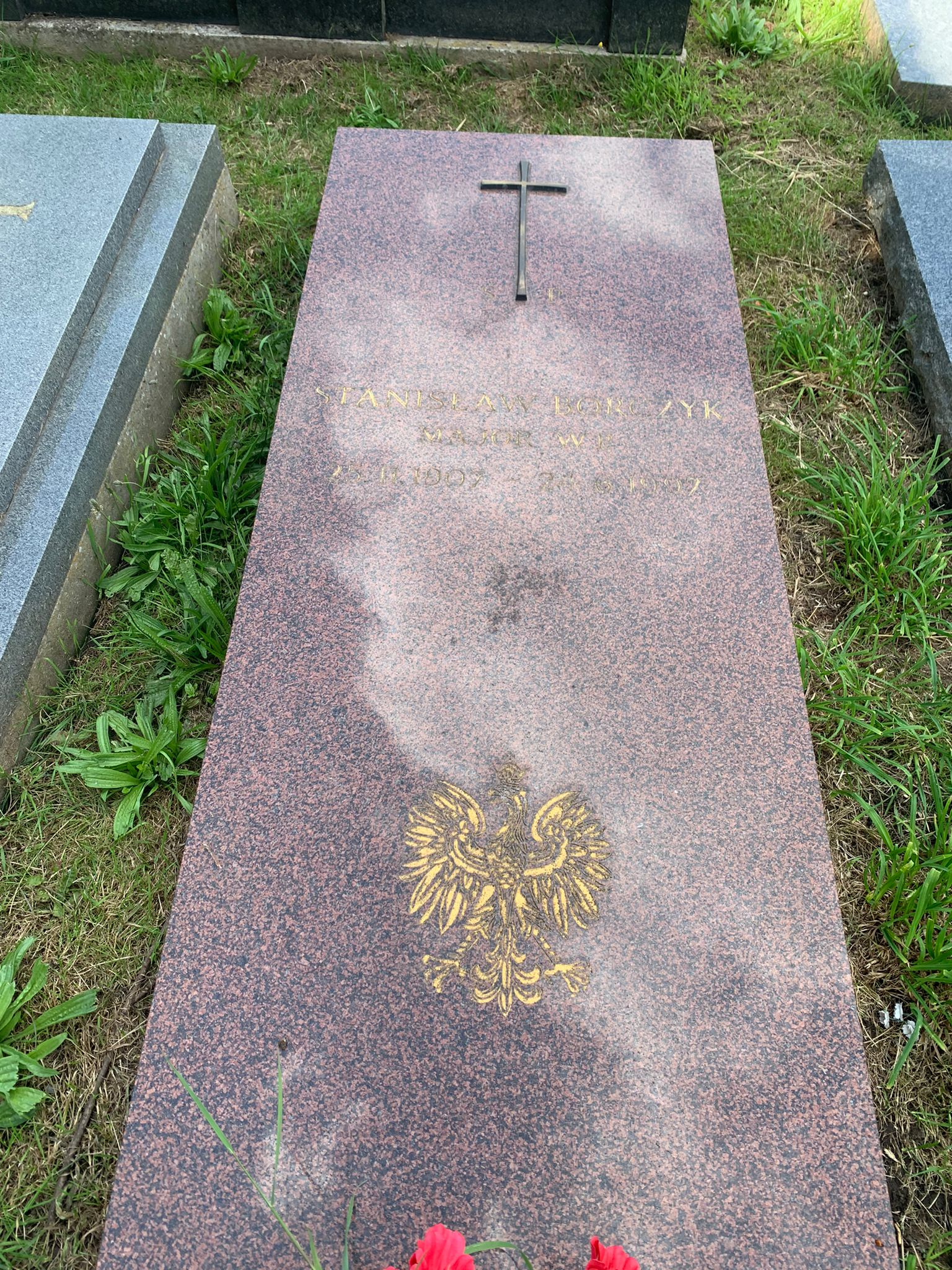
Grób Stanisława Borczyka

1 listopada 1989 został mianowany prezesem Najwyższej Izby Kontroli na uchodźstwie; zastąpił Franciszka Szystowskiego (bezpośrednio przejął urząd od p.o. prezesa Bolesława Kotowskiego). Był ostatnim szefem izby na emigracji i przeprowadzał jej likwidację, zakończył pracę na stanowisku prezesa 8 grudnia 1991.
Pochowany na Gunnersbury Cemetery w Londynie (Sq. J, gr. 317).